# Родники (Донецкая область)
Родники (укр. Родники) — посёлок в Донецком районе Донецкой области Украины. Находится под российской оккупацией.

## География

#### Соседние населённые пункты по странам света
С:  Котовского, Новопетровское
СЗ: — 
СВ: Новоклиновка, Благодатное
З: Бондаревское
В: Новоамвросиевское
ЮЗ: Трепельное, Елизавето-Николаевка
ЮВ: город Амвросиевка
Ю: Жукова Балка, Новоеланчик, Ленинское

## Население
Население по переписи 2001 года составляло 522 человека.

## Общая информация
Почтовый индекс — 87330. Телефонный код — 6259. Код КОАТУУ — 1420682008.

## Местная власть
87300, Донецкая область, Донецкий район, г. Амвросиевка, ул. Ленина, 24